# Австралийско-науруанские отношения
Международные отношения между Австралией и Науру уже перешли столетний рубеж. Австралия управляла Науру в качестве зависимой территории с 1914 по 1968 год, и до сих пор является главным партнером Науру и имеет огромное экономическое влияние на экономику Науру. Отношения между двумя странами в настоящее время очень близкие, так как Австралия давала обещание оказывать содействие экономическому развитию Науру.
На сегодняшний день Австралия является одним из двух основных дипломатических и экономических партнеров Науру наряду с Китайской Республикой (Тайвань).

## История
Во время Первой мировой войны Австралия быстро взяла контроль над Науру, на тот момент немецкой территорией. В 1920 году Лига наций дала совместный мандат Великобритании, Австралии и Новой Зеландии на управление территорией Науру, но остров находился под управлением Австралии. Она также регулировалась Австралией как подопечная территория ООН после Второй мировой войны. В 1968 году Науру стало независимым суверенным государством.

## Двусторонние отношения с момента обретения независимости Науру
В 1989 году Науру подало жалобу на Австралию в Международный Суд ООН, в связи с экологическими разрушениями, вызванными добычей фосфатов в колониальный период. В 1993 году Австралия предложила Науру мировую сделку в 2,5 миллиона австралийских долларов ежегодно в течение 20 лет.
В 2001 году двусторонние отношения были укреплены соглашением, известным как «Тихоокеанское соглашение». Науру согласилось принимать у себя центры содержания под стражей заявителей-беженцев, ищущих убежища в Австралии, в обмен на экономическую помощь. Это соглашение закончилось в 2007 году, после избрания Кевина Радда в качестве премьер-министра Австралии, вызвав у Науру опасения по поводу будущего дохода острова. В 2008 году начались переговоры между Австралией и Науру в отношении будущего экономической помощи в целях развития острова. Министр иностранных дел и министр финансов Науру Кирен Кеке заявил, что его страна «не хочет помощи в виде подачек».
В июле 2008 года Австралия обязалась выдать Науру 17 млн в качестве помощи на следующий финансовый год, а также помочь в создании «плана, направленного на оказание помощи Науру выживать без помощи».
Центры содержания беженцев в Науру продолжают существовать (по состоянию на середину 2016 года), при этом как в Австралии, так и за её пределами политика Австралии по отношению к беженцам подвергается резкой критике. Имеется множество документов, в которых отражены факты насилия и издевательств над беженцами в Науру, однако правительство Австралии отказывается менять свою миграционную политику.